# Hövsan

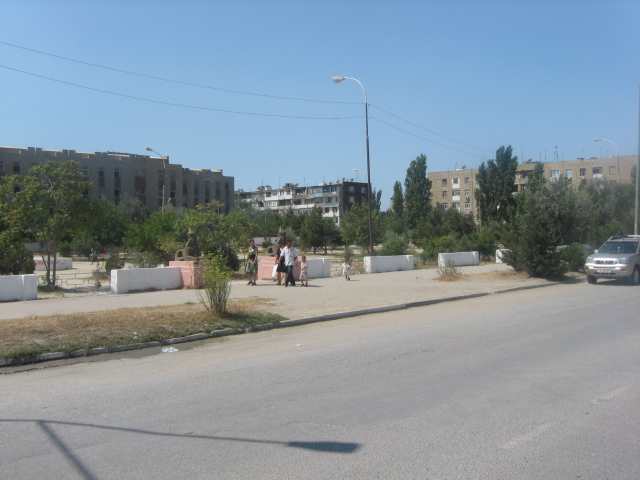

Hövsan est une ville d'Azerbaïdjan. Elle aurait en 2012 près de 50 000 habitants.